# Robiquetia vaupelii
Robiquetia vaupelii är en orkidéart som först beskrevs av Rudolf Schlechter, och fick sitt nu gällande namn av Paul Ormerod och Jeffrey James Wood. Robiquetia vaupelii ingår i släktet Robiquetia och familjen orkidéer. Inga underarter finns listade i Catalogue of Life.